# 吳黼
吳黼（1426年—1485年），字成章，直隸松江府華亭縣人，醫籍，明朝政治人物。

## 生平
應天鄉試第八十九名舉人，成化二年（1466年）中式丙戌科會試第一百八十八名，三甲第一百三十二名進士。

## 家族
曾祖吳大亮；祖父吳縉；父吳泰，母戴氏。具慶下。弟吳黻。